# وی۷۲۳ منوکروتیس
وی۷۲۳ منوکروتیس (انگلیسی: V723 Monocerotis) یک ستاره متغیر در صورت فلکی تک شاخ است. در سال ۲۰۲۱ پیشنهاد شد که این جرم آسمانی می‌تواند یک سیستم دوتایی شامل یک سیاه‌چاله نامزد شکاف جرم کمتر با نام مستعار «یونیکورن» باشد. این سیاه‌چاله که در فاصله ۱۵۰۰ سال نوری از زمین قرار دارد، نزدیک‌ترین سیاه‌چاله به سیارهٔ ما و در میان کوچک‌ترین سیاه‌چاله‌هایی است که تاکنون پیدا شده‌است.
وی۷۲۳ منوکروتیس که در صورت فلکی تک‌شاخ قرار دارد، یک ستاره غول‌پیکر زرد متغیر بیضی شکل با قدر هشتم است که جرم آن تقریباً جرم خورشید است، اما ۲۵ برابر شعاع آن است. جرم سیاه‌چاله همراه با جرم ۳ برابر خورشید، مطابق با شعاع شوارتزشیلد ۹ کیلومتری پیشنهاد شد.[۱۰][۱۱]
کار بعدی در سال ۲۰۲۲ استدلال کرد که وی۷۲۳ منوکروتیس حاوی یک سیاه‌چاله نیست، بلکه یک دوتایی انتقال جرم است که شامل یک غول قرمز و یک ستاره زیر غول است که مقدار زیادی از جرم خود را از دست داده‌است.[۵]